# Набэсима Наодзуми
Набэсима Наодзуми (яп. 鍋島 直澄, 1 января 1616 — 5 апреля 1669) — японский даймё периода Эдо, первый правитель княжества Хасуноикэ (1642—1665).

## Биография
Пятый сын Набэсимы Кацусигэ, 2-го даймё Саги. Мать, Когэн-ин (Кикухимэ), приёмная дочь Токугавы Иэясу и родная дочь Окабэ Нагамори.
После смерти своего старшего брата Таданао он женился на его вдове, из-за чего рекомендовался в качестве наследника главы семьи Набэсима, но не смог добиться успеха. В 1642 году Наодзуми получил во владение территорию в 52 000 коку в провинции Хидзэн, стал тем самым первым даймё княжества Хасуноикэ.
В 1665 году Наодзуми ушёл на покой и передал княжество своему второму сыну Наоюки. В 1669 году Набэсима Наодзуми умер от болезни в возрасте 53 лет.
Согласно завещанию, его прах был разделён и помещён в храмах Ёсиура-дзиндзя в Урэсино, Кэйгэн-дзи и Соган-дзи в Саге.

## Семья
Жена, Мурихимэ, дочь Мацудайры Тадаакиры и вдова Набэсимы Таданао. Их сын:
- Набэсима Наоюки, второй сын

Наложница, Андзю-ин, дочь Икаги Садатомо. Их сын:
- Набэсима Наонори, пятый сын

Дети от неизвестной матери:
- Набэсима Наомори, старший сын
- Отиё, жена Набэсимы Наоэды, 4-го даймё Касимы
- Набэсима Юкихару, третий сын
- Набэсима Юкимицу, четвёртый сын
- Набэсима Юкинори, шестой сын
- жена Мацудайры Ёсифусы[яп.]